# Okręg wyborczy St Mawes
Okręg wyborczy St Mawes powstał w 1562 r. i wysyłał do angielskiej, a następnie brytyjskiej, Izby Gmin dwóch deputowanych. Okręg obejmował miasto St Mawes w Kornwalii. Został zlikwidowany w 1832 r.

## Deputowani do brytyjskiej Izby Gmin z okręgu St Mawes

### Deputowani w latach 1562–1660
- 1562: Sampson Lennard
- 1601: Robert Killigrew
- 1626: Henry Carey, lord Carey
- 1640–1648: Richard Erisey
- 1640–1644: George Parry
- 1645–1648: William Priestley

### Deputowani w latach 1660–1832
- 1660–1679: Arthur Spry
- 1660–1663: William Tredenham
- 1663–1665: Richard Vyvyan
- 1665–1679: Joseph Tredenham
- 1679–1679: Sidney Godolphin
- 1679–1690: Henry Seymour
- 1679–1685: Joseph Tredenham
- 1685–1689: Peter Prideaux
- 1689–1695: Joseph Tredenham
- 1690–1690: Henry Seymour Portman
- 1690–1705: John Tredenham
- 1695–1696: Seymour Tredenham
- 1696–1698: Henry Seymour Portman
- 1698–1707: Joseph Tredenham
- 1705–1710: Francis Godfrey
- 1707–1711: John Tredenham
- 1710–1713: Richard Onslow
- 1711–1713: John Anstis
- 1713–1715: Edward Rolt
- 1713–1715: Francis Scobell
- 1715–1722: William Lowndes
- 1715–1722: John Chetwynd
- 1722–1727: Sidney Godolphin
- 1722–1726: Samuel Travers
- 1726–1727: Samuel Molyneux
- 1727–1741: Henry Vane, wigowie
- 1727–1728: John Knight
- 1728–1734: William East
- 1734–1741: Richard Plumer
- 1741–1754: Robert Nugent
- 1741–1747: James Douglas
- 1747–1753: William Clayton, 1. baron Sundon
- 1753–1754: Thomas Clavering
- 1754–1761: Henry Seymour Conway, wigowie
- 1754–1761: James Newsham
- 1761–1770: Edmund Nugent
- 1761–1768: Richard Hussey
- 1768–1774: George Boscawen
- 1770–1772: Michael Byrne
- 1772–1774: James Edward Colleton
- 1774–1784: Robert Nugent, 1. hrabia Nugent
- 1774–1790: Hugh Boscawen
- 1784–1806: William Young
- 1790–1792: John Graves Smicoe
- 1792–1795: Thomas Calvert
- 1795–1796: William Drummond of Logiealmond
- 1796–1796: George Nugent
- 1796–1802: Jeremiah Crutchley
- 1802–1806: William Windham, wigowie
- 1806–1807: John Newport
- 1806–1808: Scrope Bernard
- 1807–1807: William Shipley
- 1807–1809: Hugh Fortescue, wicehrabia Ebrington, wigowie
- 1808–1812: George Sutherland-Leveson-Gower, hrabia Gower
- 1809–1830: Scrope Bernard-Morland
- 1812–1813: William Shipley
- 1813–1817: Francis Horner, wigowie
- 1817–1826: Joseph Phillimore
- 1826–1831: Codrington Carrington
- 1830–1832: George Grenville Wandisford Pigott
- 1831–1832: Edward Sugden, torysi